# Maya itzá
Cet article concerne la langue itzá. Pour le peuple itzá, voir Itzá.

Carte des limites de l'empire ITZA en 1519, et royaumes maya voisins. Superficie estimée 230 000 km2.

Le maya itzá (ou maya itzaj, itzá) est une langue maya parlée au Guatemala, dans la ville de San José, située dans le département du Petén.
La langue ne comptait qu'une cinquantaine de locuteurs en 1998, tous alors âgés de plus de 40 ans.

## Classification
Le maya itzá est, avec le yucatèque, le maya mopan, et  le lacandon, une des quatre langues mayas qui constituent le groupe yucatecan.
Les Itzá de San José n'utilisent pas ce terme pour se désigner. Ils s'appellent eux-mêmes « Maayaj », c'est-à-dire Mayas. Leur pays est désigné par le nom de « lu'um-il maayaj », le pays des Mayas, et la langue est « maayaj t'an », le parler maya.

## Écriture
La langue, comme les autres langues mayas du Guatemala est dotée d'une écriture basée sur l'alphabet latin, dérivée, en partie, de l'orthographe espagnole.

## Phonologie
Les tableaux présentent les phonèmes du maya itzá, avec à gauche l'orthographe en usage.

### Voyelles
|         | Antérieure    | Centrale      | Postérieure   |
| ------- | ------------- | ------------- | ------------- |
| Fermée  | i [i] ii [iː] |               | u [u] uu [uː] |
| Moyenne | e [e] ee [eː] | ä [ə]         | o [o] oo [oː] |
| Ouverte |               | a [a] aa [aː] |               |

### Consonnes
|               |               | Bilabiale | Alvéolaire | Palatale  | Vélaire | Glottale |
| ------------- | ------------- | --------- | ---------- | --------- | ------- | -------- |
| Occlusives    | Sourdes       | p [p]     | t [t]      |           | k [k]   | ’ [ʔ]    |
| Occlusives    | Éjectives     | pʼ [pʼ]   | tʼ [tʼ]    |           | kʼ [kʼ] |          |
| Occlusives    | Implosives    | bʼ [ɓ]    |            |           |         |          |
| Fricatives    | Fricatives    |           | s [s]      | x [ʃ]     |         | j [h]    |
| Affriquées    | Sourdes       |           | tz [t͡s]    | ch [t͡ʃ]   |         |          |
| Affriquées    | Éjectives     |           | tzʼ [t͡sʼ]  | chʼ [t͡ʃʼ] |         |          |
| Nasales       | Nasales       | m [m]     | n [n]      |           |         |          |
| Liquides      | Liquides      |           | l [l]      |           |         |          |
| Roulées       | Roulées       |           | r [r]      |           |         |          |
| Semi-voyelles | Semi-voyelles | w [w]     |            | y [j]     |         |          |

D'autres phonèmes sont limités aux emprunts à l'espagnol. Ce sont, [ɗ], [g], [f], [r] et [r̃].